# Team SpiderTech powered by C10
El Team SpiderTech powered by C10 (código UCI: SPI) fue un equipo ciclista profesional canadiense.

## Historia

### Inicios
Creado en 2008 con el nombre Team R.A.C.E. Pro (Racing Against Cancer Everywhere), estuvo integrado en la categoría Continental desde ese año.
En 2009, el nuevo patrocinador Planet Energy le dio nombre al equipo y obtuvo una destacada actuación dentro del UCI America Tour ubicándose 4.º en las posiciones finales.
La llegada del patrocinador SpiderTech (una empresa dedicada a soluciones para la medicina deportiva y de rehabilitación), dio un nuevo nombre al equipo en la temporada 2010 y se mejoró la actuación en el UCI America Tour culminando en la 2.ª ubicación.

### Salto a Pro Continental
Para la temporada 2011, el equipo solicitó a la UCI la licencia dentro de la categoría Profesional Continental (2.ª división, inferior al UCI ProTour). La comisión de licencias de la UCI dio por aprobada la solicitud en un comunicado del 10 de diciembre, lo que le dio acceso a correr carreras del UCI WorldTour (nueva denominación estrenada ese año para las carreras de máxima categoría), aunque solo fue invitado a las dos que se disputan en su país, el GP de Quebec y el GP de Montreal. Además tuvo acceso carreras .HC fuera de su Canadá como el Tour de Limousin, la Flecha Brabanzona y el Tour de Turquía.
En 2012 mantuvo la licencia Pro Continental y la misma base del equipo. Esa temporada fue invitado a tres carreras del UCI WorldTour. Además de los Grandes Premios de Quebec y Montreal, participó en la Vuelta a Suiza, aunque sin mayores destaques. La única victoria en la temporada europea la consiguió en la Tro Bro Leon (1.1) por intermedio de Ryan Roth.

### Cese durante 2013 y desaparición
En octubre de 2012, Cycle Sport Management Inc. (CSMI) propietaria del equipo, comunicó que detendría las actividades en 2013. Steve Bauer (propietario de CSMI) anunció que se tomó la decisión de concentrar los esfuerzos exclusivamente en lograr una licencia UCI WorldTour en 2014. Ratificó que no era el fin del equipo y que se había determinado que era necesario lograr nuevas alianzas financieras para alcanzar el objetivo y en ello se centraría CSMI durante el año 2013. A pesar de la intención, los recursos económicos no llegaron y Bauer anunció la desaparición del equipo en junio de 2013.

## Material ciclista
El equipo utiliza bicicletas ARGON 18.

## Clasificaciones UCI
A partir de 2005 la UCI instauró los Circuitos Continentales UCI y el equipo ha estado participando principalmente en carreras del UCI America Tour y en 2011 también compitió en pruebas del UCI Europe Tour. Las clasificaciones del equipo y de su ciclista más destacado fueron las que siguen:

### UCI America Tour

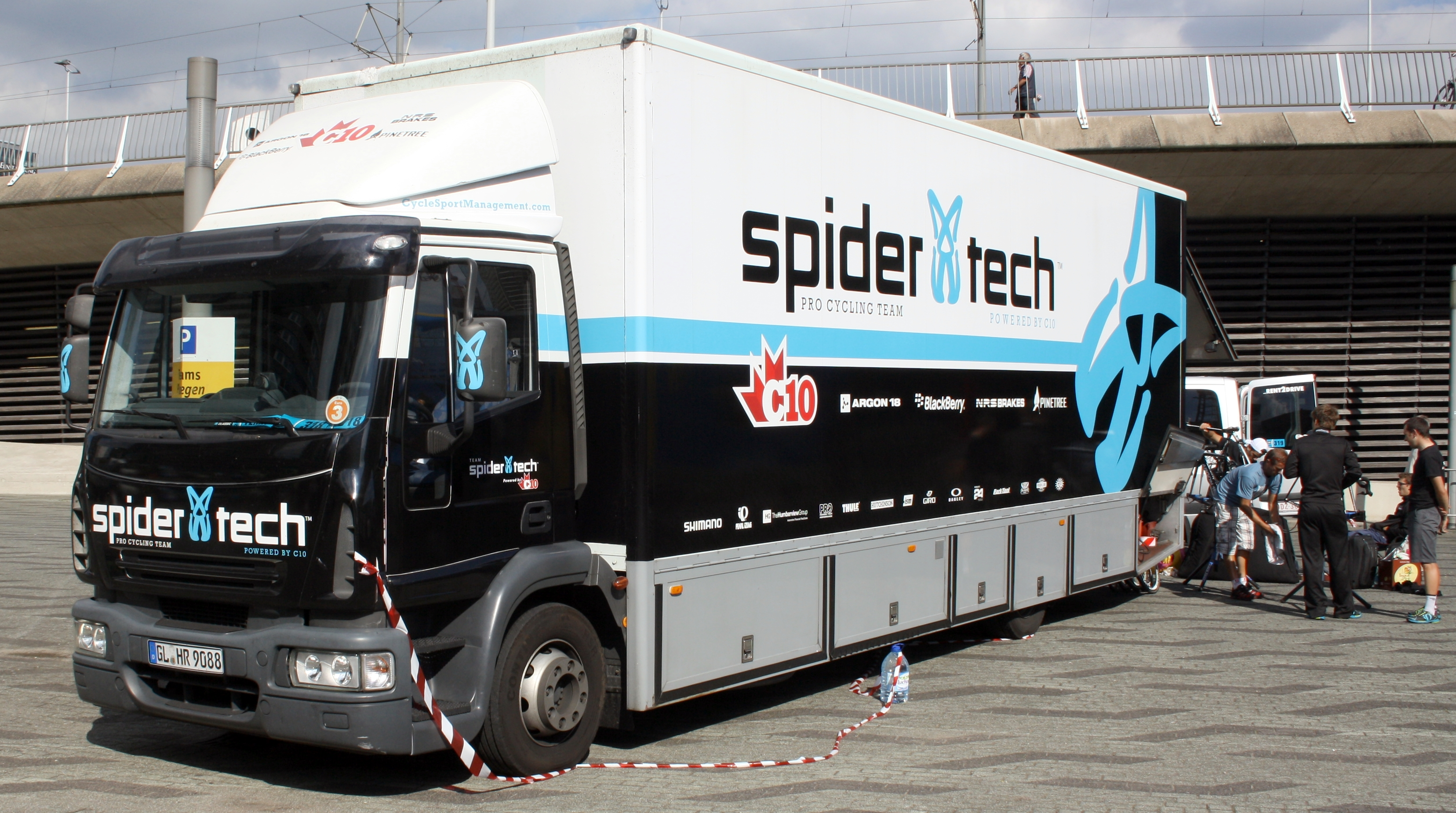
Camión del equipo

| Temporada | Clasificación por equipos | Mejor corredor    | Posición |
| 2007-2008 | 17.º                      | Ryan Roth         | 67.º     |
| 2008-2009 | 4.º                       | Kevin Lacombe     | 20.º     |
| 2009-2010 | 2.º                       | Ryan Roth         | 34.º     |
| 2010-2011 | 6.º                       | Svein Tuft        | 21.º     |
| 2011-2012 | 9.º                       | François Parisien | 7.º      |

### UCI Europe Tour
| Temporada | Clasificación por equipos | Mejor corredor   | Posición |
| 2010-2011 | 47.º                      | Svein Tuft       | 159.º    |
| 2011-2012 | 33.º                      | Guillaume Boivin | 47.º     |

### UCI Oceania Tour
| Temporada | Clasificación por equipos | Mejor corredor   | Posición |
| 2009-2010 | 10.º                      | Guillaume Boivin | 14.º     |

## Palmarés
Para años anteriores, véase Palmarés del Team SpiderTech

### Palmarés 2012

#### Circuitos Continentales UCI
| Fechas      | Circuito                   | Carreras          | Ganador           |
| 15 de abril | UCI Europe Tour 2011-2012  | Tro Bro Leon      | Ryan Roth         |
| 5 de agosto | UCI America Tour 2011-2012 | Tour de Elk Grove | François Parisien |

#### Campeonatos nacionales
| Fechas      | Carreras                     | Ganador   |
| 23 de junio | Campeonato de Canadá en Ruta | Ryan Roth |

## Plantilla
Para años anteriores, véase Plantillas del Team SpiderTech

### Plantilla 2012
| Nombre              | Nacimiento | Nacionalidad   | Equipo 2011               |
| Ryan Anderson       | 22/07/1987 | Canadá         | SpiderTech powered by C10 |
| Zachary Bell        | 14/11/1982 | Canadá         | SpiderTech powered by C10 |
| David Boily         | 28/04/1990 | Canadá         | SpiderTech powered by C10 |
| Guillaume Boivin    | 25/05/1989 | Canadá         | SpiderTech powered by C10 |
| Flavio De Luna      | 26/01/1990 | México         | SpiderTech powered by C10 |
| Lucas Euser         | 05/12/1983 | Estados Unidos | SpiderTech powered by C10 |
| Caleb Fairly        | 19/02/1987 | Estados Unidos | HTC-Highroad              |
| Martin Gilbert      | 30/10/1982 | Canadá         | SpiderTech powered by C10 |
| Raymond Kunzli      | 01/09/1984 | Suiza          | Neoprofesional            |
| Hugo Houle          | 27/09/1990 | Canadá         | SpiderTech powered by C10 |
| Kevin Lacombe       | 12/07/1985 | Canadá         | SpiderTech powered by C10 |
| Simon Lambert-Lemay | 16/07/1990 | Canadá         | SpiderTech powered by C10 |
| Patrick McCarthy    | 24/01/1982 | Estados Unidos | SpiderTech powered by C10 |
| François Parisien   | 27/04/1982 | Canadá         | SpiderTech powered by C10 |
| Ryan Roth           | 10/01/1983 | Canadá         | SpiderTech powered by C10 |
| Will Routley        | 23/05/1983 | Canadá         | SpiderTech powered by C10 |
| Bjorn Selander      | 28/01/1988 | Estados Unidos | Team RadioShack           |
| Brian Vandborg      | 4/12/1981  | Dinamarca      | Saxo Bank Sungard         |

Stagiaires

Desde el 1 de agosto, el siguiente corredor pasó a formar parte del equipo como stagiaire (aprendiz a prueba).
| Corredor         | Nacimiento | Nacionalidad | Equipo 2012 |
| ---------------- | ---------- | ------------ | ----------- |
| Antoine Duchesne | 12/09/1991 | Canadá       |             |